# カメラグランプリ
カメラグランプリは、日本のカメラに関する賞である。
日本の主要なカメラ・写真関連雑誌の編集者などで構成されるカメラ記者クラブが主催する。

## 概要
毎年4月1日から翌年3月31日までの1年間に日本国内で新たに発売されたスチルカメラの中から、設計思想・デザイン・機能・操作性・安全性・基本的要素を総合的に評価し、最も優れた製品に対して授与する。
日本のカメラ業界にとって最も重要な位置づけであり、栄誉ある賞ともいえる。対象となるカメラは、その年度内に一般のユーザーが日本国内で購入できるものでなければならない。例年、先進的でユーザーに訴える「光る特徴」のあるカメラが選ばれる、
第1回（1984年）の受賞機種は日本光学工業（現ニコン）の「ニコンFA」。
近年では、第22回（2005年）にコニカミノルタの「α-7 DIGITAL」、第23回（2006年）にニコンの「D200」が受賞。
第24回（2007年）のペンタックスの「K10D」は、他に圧倒的大差をつけて受賞した。また同年は、ノミネートされた機種にフィルム一眼レフカメラが初めて一台もなかった。
2008年に25周年を迎え、それを記念して、一般ユーザーの電子メールによる投票で選出される「あなたが選ぶベストカメラ賞」が新たに制定されるとともに、従来のカメラグランプリは「大賞」に改められた。第1回の受賞機種は大賞と同じ「ニコン D3」である。
2011年の第28回よりロゴマークが一新されるとともに、新たに「レンズ賞」が制定された。第1回の受賞機種はタムロンの「18-270mm F3.5-6.3 Di II VC PZD」である。
過去の受賞機種・理由などの詳細な情報は#外部リンクを参照のこと。

## 運営・選考
カメラ記者クラブ内にその年の「カメラグランプリ実行委員会」が組織され、運営は実行委員長、事務局長、事務局次長の3名が中心となって行なっている。
カメラグランプリの選出にあたる選考委員は、カメラ記者クラブ加盟誌の編集長（またはそれに代わる雑誌代表者）、および同クラブのメンバー、さらに実行委員会が委嘱した外部選考委員と特別選考委員の計50名（2007年度）である。外部選考委員と特別選考委員は、実行委員会から委嘱された写真関連のメカニズムライター、写真家、学識経験者および写真関連団体の代表者などで、年毎に選出される。選考委員の選出には、実行委員会の過半数の賛成が必要となっている。
選考はノミネートされた対象機種の中から選考委員が3機種を選び、1位（5点）、2位（3点）、3位（1点）の順位と選考理由を書いて実行委員会に投票する。投票は得点制で最高得点を挙げた機種がグランプリとなる。投票は記名で行なうが、選考過程は公表されず、結果のみが公表される。
発表は原則として毎年5月20日発売の各カメラ誌をはじめ、新聞、ホームページ等で行われる。2007年からは以上のメディア発表に先立って記者発表会が開催され、国内はもとより海外にも広く情報を発信するようになった。授賞式は毎年6月1日（「写真の日」）に開催され、恒例行事の一つとなっている。

## カメラ記者クラブ賞
1990年に、コンパクトカメラや写真関連アクセサリーにも対象を広げたカメラ記者クラブ特別賞が制定された。第1回で選ばれたのは、コニカ（現コニカミノルタ）のコンパクトカメラ「KANPAI」。
この賞はカメラグランプリの受賞機種を除くすべての写真関連製品・機材を対象に、大衆性・話題性・先進性に優れた製品がカメラ記者クラブ会員の合議によって選ばれるもので、カメラグランプリと同時に発表されるため誤解されることも多いが、対象となる機種も選考するメンバーも異なる、カメラグランプリとはまったく視点の違う賞である。
デジタル、アナログを問わないだけでなく、レンズやフィルム、ソフトウェアなど写真に関連するすべての製品が対象で、そうしたさまざまなカメラ関連商品に触れる機会の多いカメラ記者クラブメンバーが選ぶという点で、非常に独自性の高いものとなっている。
近年では、第17回（2006年）はリコーの「GRデジタル」とコシナの「ツァイス・イコン」が受賞。第18回（2007年）はソニーの「α100」とアドビシステムズ「Photoshop Lightroom」が受賞した。ソフトウェア製品の受賞はこれが初めてとなる。
2008年からは「カメラ記者クラブ特別賞」から「カメラ記者クラブ賞」に名称が改められた。

## 受賞機一覧
| 年度   | 大賞                            | カメラ記者クラブ賞 | レンズ賞                                                                          | あなたが選ぶベストカメラ賞      |
| ------ | ------------------------------- | --- | --------------------------------------------------------------------------------- | ------------------------------- |
| 1984年 | FA（ニコン）                    | |                                                                                   |                                 |
| 1985年 | α-7000（ミノルタ）              | |                                                                                   |                                 |
| 1986年 | T90（キヤノン）                 | |                                                                                   |                                 |
| 1987年 | EOS 650（キヤノン）             | |                                                                                   |                                 |
| 1988年 | SAMURAI（京セラ）               | |                                                                                   |                                 |
| 1989年 | F4 / F4S（ニコン）              | |                                                                                   |                                 |
| 1990年 | EOS 10 QD（キヤノン）           | - KANPAI（コニカ） |                                                                                   |                                 |
| 1991年 | RTS Ⅲ（コンタックス）           | - CARDIA Travel mini DUAL-P（富士フイルム）                                                                                              |                                                                                   |                                 |
| 1992年 | Z-1 QD（ペンタックス）          | - HEXAR（コニカ） |                                                                                   |                                 |
| 1993年 | EOS 5（キヤノン）               | - 各種交換レンズ群およびSA-300（シグマ） - RS（ニコノス）                                                                                |                                                                                   |                                 |
| 1994年 | α-707si（ミノルタ）             | - μズームパノラマ（オリンパス） |                                                                                   |                                 |
| 1995年 | G1（コンタックス）              | - R1（リコー） |                                                                                   |                                 |
| 1996年 | TC-1（ミノルタ）                | - GA645プロフェッショナル（富士フイルム）                                                                                                |                                                                                   |                                 |
| 1997年 | F5（ニコン）                    | - IXY（キヤノン） - AX（コンタックス）                                                                                                   |                                                                                   |                                 |
| 1998年 | 645N（ペンタックス）            | - CAMEDIA C－1400L（オリンパス） |                                                                                   |                                 |
| 1999年 | α-9（ミノルタ）                 | - COOLPIX950（ニコン） - AF 28-300mm F3.5-6.3LD ASPHERICAL［IF］MACRO（タムロン）                                                        |                                                                                   |                                 |
| 2000年 | EOS-1V（キヤノン）              | - D1（ニコン） - HEXAR RF（コニカ） |                                                                                   |                                 |
| 2001年 | α-7（ミノルタ）                 | - RF645（ブロニカ） - フジクローム プロビア100F / 400F（富士フイルム）                                                                   |                                                                                   |                                 |
| 2002年 | EOS-1D（キヤノン）              | - FM3A（ニコン） - DiMAGE X（ミノルタ）                                                                                                  |                                                                                   |                                 |
| 2003年 | EOS-1Ds（キヤノン）             | - GX645AF Professional（富士フイルム） - H1（ハッセルブラッド）                                                                          |                                                                                   |                                 |
| 2004年 | D70（ニコン）                   | - EOS Kiss Digital（キヤノン） - 12-24mm F4.5-5.6 EX DG ASPHERICAL HSM（シグマ）                                                         |                                                                                   |                                 |
| 2005年 | α-７ DIGITAL（コニカミノルタ）  | - F6（ニコン） - R-D1（エプソン） |                                                                                   |                                 |
| 2006年 | D200（ニコン）                  | - RICOH GR DIGITAL（リコー） - Zeiss Ikon（コシナ）                                                                                      |                                                                                   |                                 |
| 2007年 | K10D（ペンタックス）            | - α100（ソニー） - Adobe Photoshop Lightroom（アドビ）                                                                                   |                                                                                   |                                 |
| 2008年 | D3（ニコン）                    | - DP1（シグマ） - EIZO ColorEdge（ナナオ） - フジクロームVelvia50（富士フイルム）                                                        |                                                                                   | D3（ニコン）                    |
| 2009年 | EOS 5D Mark Ⅱ（キヤノン）       | - LUMIX G1（パナソニック） - HIGH SPEED EXILIM EX-FC100（カシオ計算機）                                                                  |                                                                                   | D700（ニコン）                  |
| 2010年 | PEN E-P1（オリンパス）          | - EF100mm F2.8L マクロ IS USM（キヤノン） - 裏面照射型 CMOS イメージセンサー “Exmor R”（ソニー）                                         |                                                                                   | PEN E-P1（オリンパス）          |
| 2011年 | 645D（ペンタックス）            | - FinePix X100（富士フイルム） - MAXART PX-5V（エプソン）                                                                                | 8-270mm F / 3.5-6.3DiⅡ VC PZD（Model B008）(タムロン）                            | D7000（ニコン）                 |
| 2012年 | D800（ニコン）                  | - NEX-7（ソニー） - M.ZUIKO DIGITAL 45mm F1.8（オリンパス）                                                                              | EF8-15mm F4L フィッシュアイ USM（キヤノン）                                       | D800（ニコン）                  |
| 2013年 | Cyber-shot RX1（ソニー）        | - EOS 6D（ニコン） - DP1 Merrill / DP2 Merrill / DP3 Merrill（シグマ）                                                                   | 35mm F1.4 DG HSM（シグマ）                                                        | D800E（ニコン）                 |
| 2014年 | Df（ニコン）                    | - OM-D E-M1（オリンパス） - EOS 70D（キヤノン） - RICOH THETA（リコー）                                                                  | AF-S NIKKOR 58mm f/1.4G（ニコン）                                                 | Df（ニコン）                    |
| 2015年 | EOS 7D Mark Ⅱ（キヤノン）       | - OM-D E-M5 Mark Ⅱ（オリンパス） - LUMIX DMC-CM1（パナソニック） - LYTRO ILLUM（ライトロ）                                               | EF 11-24ｍｍ F4L USM（キヤノン）                                                  | EOS 7D Mark Ⅱ（キヤノン）       |
| 2016年 | α7R Ⅱ（ソニー）                 | - EOS 5Ds/5Ds R（キヤノン） - Cyber-shot RX10 Ⅱ / RX100 Ⅳ（ソニー） - FUJIFILM X-Pro2（富士フイルム）                                    | M.ZUIKO DIGITAL ED 300mm F4.0 IS PRO（オリンパス）                                | D5（ニコン）                    |
| 2017年 | OM-D E-M1 Mark II（オリンパス） | - D500（ニコン） - GFX 50S（富士フイルム）                                                                                               | M.ZUIKO DIGITAL ED 12-100mm F4.0 IS PRO（オリンパス）                             | OM-D E-M1 Mark II（オリンパス） |
| 2018年 | α9（ソニー）                    | - D850（ニコン） - LUMIX G9 PRO（パナソニック）                                                                                          | M.ZUIKO DIGITAL ED 17mm F1.2 PRO（オリンパス）                                    | D850（ニコン）                  |
| 2019年 | LUMIX S1R（パナソニック）       | - RICOH GR III（リコー） - 28-75mm F / 2.8 Di III RXD（タムロン）                                                                        | FE 24mm F1.4 GM（ソニー）                                                         | OM-D E-M1X（オリンパス）        |
| 2020年 | α7R Ⅳ（ソニー）                 | - EOS-1D X Mark III（キヤノン） - NIKKOR Z 58mm f / 0.95 S Noct（ニコン） - FUJIFILM GFX100（富士フイルム）                              | FE 200-600mm F5.6-6.3 G OSS（ソニー）                                             | α7R Ⅳ（ソニー）                 |
| 2021年 | α1（ソニー）                    | - RF800mm F11 IS STM / RF600mm F11 IS STM（キヤノン） - 907X 50C（ハッセルブラッド） - プロセレクション SC-PX1VL / SC-PX1V（エプソン）   | LUMIX S 20-60mm F3.5-5.6（パナソニック）                                          | EOS R5（キヤノン）              |
| 2022年 | Z 9（ニコン）                   | 【企画賞】 - Z fc（ニコン） 【技術賞】 - EOS R3（キヤノン）                                                                              | FE 50mm F1.2 GM（ソニー）                                                         | Z 9（ニコン）                   |
| 2023年 | α7R V（ソニー）                 | 【企画賞】 - ライカ M6（ライカ） - EOS R50（キヤノン） - CFexpress Type B GOLD 512GB（プログレードデジタル） 【技術賞】 - PureRAW（DxO） | OM SYSTEM M.ZUIKO DIGITAL ED 90mm F3.5 Macro IS PRO（OMデジタルソリューションズ） | LUMIX S5 Ⅱ（パナソニック）      |
| 2024年 | α9 III（ソニー）                | 【企画賞】 - INSTAX Pal（富士フイルム） - Osmo Pocket 3（DJI） 【技術賞】 - Z 8の「オートキャプチャー機能」(ニコン) 【功労賞】 - ラムダ  | NIKKOR Z 135mm f/1.8 S Plena（ニコン）                                            | α9 III（ソニー）                |